# Artensa

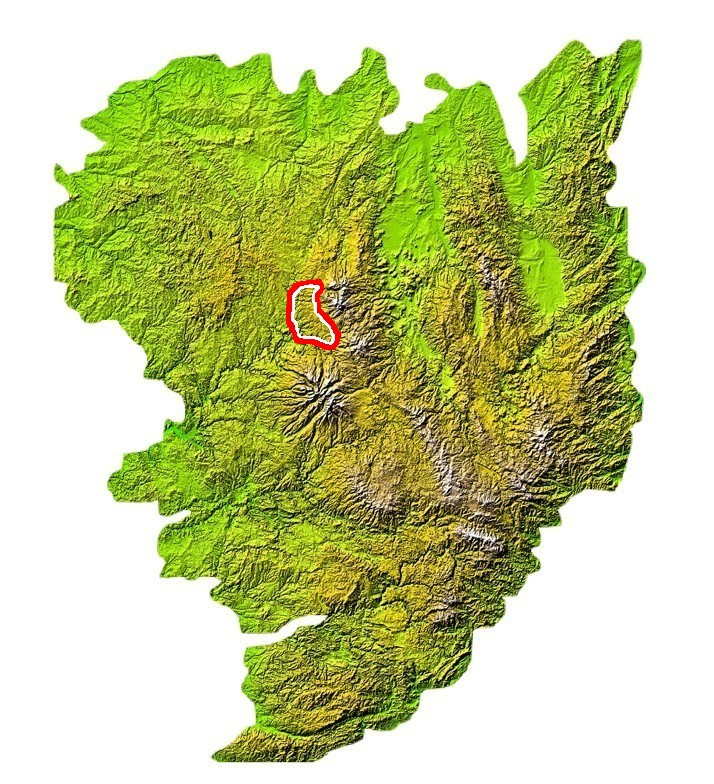
Situació de l'Artense al Massís Central

L'Artensa (occità) o Artense (francès), és un altiplà granític situat al centre del Massís Central, a cavall dels departament del Cantal i del Puy-de-Dôme. L'Artensa també és una regió natural tradicional d'Alvèrnia i una Parçan o «comarca» de l'Occitània segons la partició proposada per Frederic Zégierman.

## Geografia

### Situació
L'Artensa està envoltat al nord per les Combrailles, a l'est pels Monts Dore i el Cézallier, al sud pels Monts del Cantal i a l'oest pels Monts del Llemosí.
Els límits de la regió són el riu Dordonya i al sud per la Rhue.

### Municipis de l'Artensa
Els municipis de l'Artensa es reparteixen entre els departaments del Cantal i del Puy-de-Dôme i estan lligades en tres mancomunitats diferents:
| Mancomunitat de Sancy-Artense                                                                          | Mancomunitat de Bort-Artense | Mancomunitat de Sumène Artense                                   | Altres                                                          |
| --- | ---------------------------- | ---------------------------------------------------------------- | --------------------------------------------------------------- |
| - Avèze - Bagnols - Cros - Larodde - Saint-Donat - Saint-Genès-Champespe - Tauves - La Tour-d'Auvergne | - Beaulieu - Lanobre         | - Antignac - Champs-sur-Tarentaine-Marchal - Trémouille (Cantal) | - Montboudif - Saint-Etienne-de-Chomeil - Trémouille-Saint-Loup |

|  |  |

### Topografia
L'altiplà granític ha estat moldejat per les glaceres del Quaternari, que van deixar un paisatge harmoniós, amb valls i turons de morrena. L'altitud s'eleva de 600 a 1000 metres d'oest a est. La regió compota amb diverses valls tallades per diferents rius.

### Clima
El clima de l'Artense és de tipus muntanyós, però l'altitud menys elevada de l'altiplà permet de ser relativament més suau que el dels Monts Dore. L'exposició oest provoca una forta pluviositat. La quantitat de precipitació anual vaira dels 1200 als 1400 mm per any.

### Hidrografia
L'aigua és abundant a l'Artense. S'hi troben una multitud de llacs i estanys de totes mides. A l'oest la presa de Bort-les-Orgues constitueix la font hidroelèctrica més important de la regió.
Tots els rius de l'Artense són afluents de la Dordonya i, per tant, subafluents de la Garona.

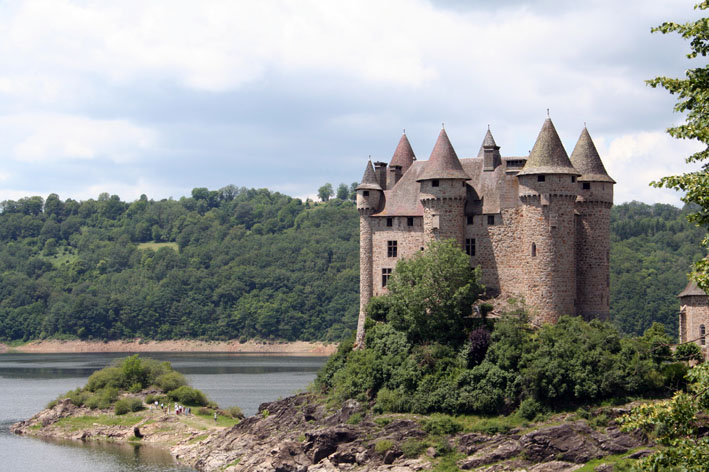
El château de Val

| Plantilla:Bleu |
| - el Plantadeix - la Mortagne - la Burande (ou la Jarrige) - el Rigaud - la Tialle - el Panouille - la Rhue - la Tarentaine - el Taraffet - el Neuffonds (ou l'Eau verte) - el Tact |

### Fauna i flora
Els prats i les pastures ocupen una superfície menys important que en altres massissos de l'Alvèrnia, ja que hi predomina el bosc. El faig i l'avet són els boscos predominants. L'altitud relativament baixa ha permès conservar alguns roures. Per sobre dels 1000 metres trobem prats, torberes i landes que substitueixen el bosc. A les landes hi trobem la falguera i la ginesta d'escombra.

### Protecció mediambiental
L'Artense forma part del Parc Naturel Régional dels Volcans d'Alvèrnia.

## Economia
La cria de boví és l'activitat principal de la regió, tant pel que fa a la producció de carn com de llet, centrat en el formatge Saint-nectaire.
La natura està ben preservada amb molta biodiversitat vegetal, amb moltes torberes, llacs i paisatges que semblen més aviat Escandinàvia. Amb tot, són recursos turístics poc explotats.
La regió pateix una baixada demogràfica i un envelliment de la població, ja que ens trobem amb una regió allunyada dels centres urbans, mal comunicada, agreujat per la crisi del sector primari.